# Xinqiao Shuiku (reservoar i Kina, Chongqing)
Xinqiao Shuiku (kinesiska: 新桥水库) är en reservoar i Kina. Den ligger i storstadsområdet Chongqing, i den sydvästra delen av landet, omkring 30 kilometer nordost om det centrala stadsdistriktet Yuzhong. Xinqiao Shuiku ligger 367 meter över havet. Arean är 0,86 kvadratkilometer. Omgivningarna runt Xinqiao Shuiku är en mosaik av jordbruksmark och naturlig växtlighet. Den sträcker sig 2,8 kilometer i nord-sydlig riktning, och 1,0 kilometer i öst-västlig riktning.
Genomsnittlig årsnederbörd är 1 438 millimeter. Den regnigaste månaden är september, med i genomsnitt 287 mm nederbörd, och den torraste är december, med 17 mm nederbörd.